# Poštarski dom na Vršiču

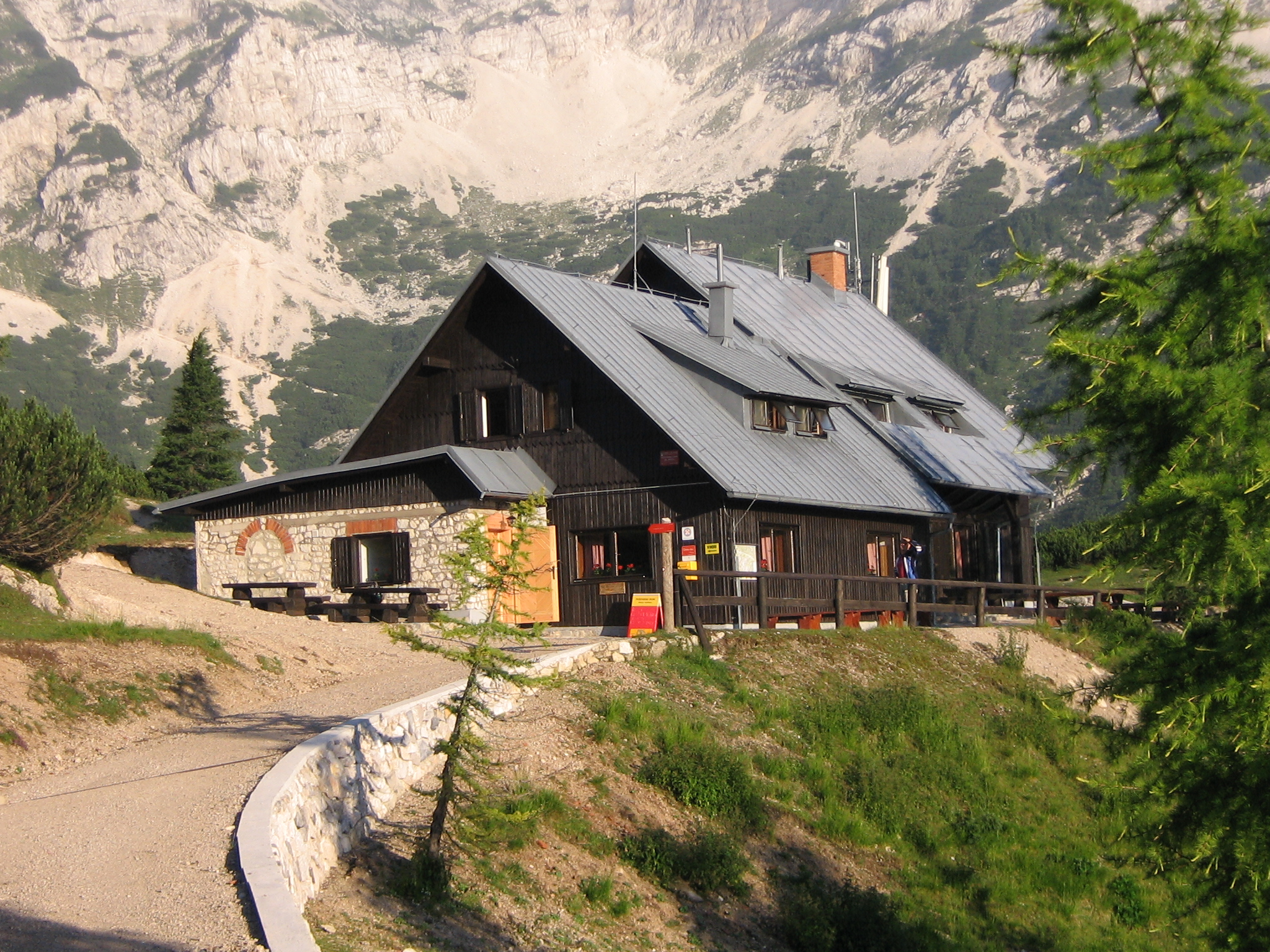
A Poštarski dom na Vršiču - 1688 m

A Poštarski dom na Vršiču egy 1688 méter magasan levő hegyi ház a Vršič hágónál, Szlovéniában. A háznak 3 vendéglőszobája van 105 székkel és sörcsappal. Alvásra 13 szoba áll rendelkezésre  45 ággyal és 20 közös fekvőhellyel. A ház kiindulópont a Mojstrovka, Prisojnik, Razor, Jalovec és a Júliai-Alpok más csúcsai felé.
A házat 1922-ben építette fel a jugoszláv határőrség, ugyanis akkor a Vršičen át haladt az olasz-jugoszláv határ. 1952-ben hegyi otthonná , a következő évben postás otthonná alakították.

## Hozzáférés
- 0.30 h az Erjavčeva koča na Vršiču-tól
- 0.15 h: a Tičarjev dom na Vršiču-tól